# Marisa in de Middag
Marisa in de Middag is een radioprogramma op de Nederlandse radiozender Radio Veronica van Talpa Network. Het programma wordt van maandag tot en met donderdag tussen 16:00 en 18:00 uur uitgezonden en op vrijdag tot 19.00 uur. Marisa Heutink, die eerder een avondprogramma presenteerde bij de zender, presenteert per 10 januari 2022 het nieuwe middagprogramma van Radio Veronica.